# San Pedro Altepepan
San Pedro Altepepan är en ort i Mexiko.   Den ligger i kommunen Atzalan och delstaten Veracruz, i den sydöstra delen av landet, 220 km öster om huvudstaden Mexico City. San Pedro Altepepan ligger 757 meter över havet och antalet invånare är 327.
Terrängen runt San Pedro Altepepan är lite bergig, och sluttar norrut. Runt San Pedro Altepepan är det ganska tätbefolkat, med 129 invånare per kvadratkilometer. Närmaste större samhälle är Martínez de la Torre, 19,6 km norr om San Pedro Altepepan. Omgivningarna runt San Pedro Altepepan är en mosaik av jordbruksmark och naturlig växtlighet.